# Българска филология
Българска филология е учебна дисциплина и научна (филологическа) област, която изучава езика, текстовете, текстологията, литературата, обичаите, традициите, етнографската и духовната култура на българите. Тя е и клон на славянската филология или в по-общ смисъл на славистиката, която е науката за славянските езици и културата на славянските народи.

## История на специалността
Филологическите университетски специалности възникват в Русия през средата на XIX век, а с това и изучаването на руска филология. Така и в България в началото на XX век в СУ е създаден филологическия факултет с неговите западни и славянски специалности.
Университетската специалност „Българска филология“ става самостоятелна специалност с отличаващо се за новото комунистическо държавно устройство значение в Софийския университет „Климент Охридски“ през 1947 г. при разделянето на съществуващата от основаването на университета специалност „Славянска филология“, и е неин пряк наследник и правоприемник. През 1947 г. от специалността „Славянска филология“ са отделение специалностите „Българска филология“ и „Руска филология“ съответно, а под названието „Славянска филология“ вече се разбират специалностите, свързани с по-малките славянски езици като „Полска филология“, „Чешка филология“ и други, като Славянския факултет променя или добавя нови филологически специалности. Тоест делението продължава, а настоящите специалности под названието „Славянска филология“ в СУ „Климент Охридски“ са „Полска филология“, „Сръбска и хърватска филология със специализация по словенски език“, „Словашка филология“, „Чешка филология“ и „Украинска филология“.
Обучението в България по специалността „Българска филология“ включва и изучаването на литературата – не само българската, но и европейската, а и също световната като цяло. Тоест, по същество, специалността е теоретичната филология (с литературна и с лингвистична част). Обучението в България (бакалавърска степен) преминава в 4/5-годишен курс (съответно в редовна/задочна форма на обучение) и завършва с писмен държавен изпит или защита на дипломна работа. В Софийския университет, студентите задължително придобиват педагогическа правоспособност. В повечето от другите университети педагогическата практика е по избор, тъй като се смята, че специалността подготвя филолози, които могат да получат педагогическа правоспособност само по желание. Според действащия учебен план в Софийския университет задължителните учебни дисциплини са:
- Увод в общото езикознание
- Старобългарска литература
- Литература за деца и юноши
- Антропология на българите. Български фолклор
- Филологически практикум
- Българска лексикология
- Руски език
- Старогръцки език
- Увод в теория на литературата
- Старобългарски език
- Антична и средновековна литература
- Фонетика и фонология на българския език
- Западноевропейска литература
- Руска класическа литература
- Българска възрожденска литература
- Съвременен български език. Морфология
- Българска диалектология
- Славянски език
- История на българския език
- История на българския книжовен език
- Сравнителна граматика на славянските езици
- Славянски литератури
- Българска литература от Освобождението до Първата световна война
- Българска литература между двете световни войни
- Съвременна българска литература
- Съвременен български език – синтаксис
- Руска литература – XX век
- Педагогика
- Психология
- История на българския книжовен език
- Методика на обучението по български език
- Методика на обучението по българска литература
- Стилистика на българския книжовен език
- Аудиовизуални и информационни технологии в обучението

## Известни професори
В специалността българска филология са преподавали едни от най-известните български учени-хуманитаристи, като Кирил Димчев и Кирил Мирчев, чл.-кор, акад. Владимир Георгиев, акад. Емил Георгиев, акад. Петър Динеков, чл.-кор. Иван Добрев и много други.